# Chiesa di Santa Maria del Soccorso e San Filippo Neri a Castelporziano
La chiesa di Santa Maria del Soccorso e San Filippo Neri è una chiesa di Roma sita lungo la via Pontina all'interno della Tenuta presidenziale di Castelporziano.

## Storia
La chiesa attuale insiste su quello che un tempo era noto come "fundus procilianus", un vasto appezzamento di terreno di proprietà della gens Procilia da cui la denominazione dell'intero abitato locale come Castel Porziano. La chiesa venne eretta con tutta probabilità nel XV secolo dai cistercensi del monastero dei Santi Tommaso e Saba a Roma.
Fu papa Pio IV che il 2 gennaio 1561 che decise di espropriare il fondo alla congregazione cistercense per passarlo alla Camera Apostolica la quale a sua volta il 17 febbraio 1565 lo vendette ad Agostino del Nero, Tommaso Guidacci e Gundislao Alberto che ne rimasero proprietari per oltre un secolo. La famiglia Grazioli acquistò l'intero complesso nel XVIII secolo per poi rivenderlo sul finire dell'Ottocento allo stato italiano. Urbano Rattazzi, ministro della Real Casa, fece demolire nel 1888 il campanile della chiesa ed un piccolo oratorio attiguo dove si trovavano le spoglie dei defunti locali tra il 1727 ed il 1849 che vennero trasferite nella vicina chiesetta di San Michele. Per secoli, oltre alla proprietà dello stabile, si era trasmesso ai proprietari il diritto di patronato sulla chiesa che poi era passato per diritto ai re d'Italia. Per questo, l'11 febbraio 1929, Vittorio Emanuele III (sulla base dei Patti Lateranensi in quell'anno sottoscritti) decise di rinunciare alla sua tutela personale sulla chiesa ma non alla tutela dello stabile. Con l'avvento della repubblica, la proprietà immobiliare è passata alla presidenza della Repubblica italiana.
Il 22 maggio 1948 la chiesa passò dalla giurisdizione diocesana di Ostia a quella del vicariato di Roma e venne istituita un'arcipretura curata dapprima dai frati cappuccini e dal 30 marzo 1950 dai sacerdoti della Pia Società di San Paolo. In epoca successiva sino ad oggi, la chiesa è amministrata dal clero secolare romano.
La parrocchia garantisce il servizio di assistenza spirituale per il personale in servizio e in pensione della Presidenza della Repubblica presso la Tenuta di Castelporziano, su designazione e nomina della diocesi di Roma, garantendo le attività liturgico-pastorali tipiche del contesto parrocchiale, dalla celebrazione liturgica alla catechesi.